# Poor Jake's Demise
Poor Jake's Demise é um curto filme mudo de comédia pastelão, dirigido por Allen Curtis e estrelando Max Asher e Lon Chaney. Ele é um dos vários filmes de comédia pastelão com Chaney feita para Universal no início de sua carreira e é também seu primeiro papel creditado no cinema.
O filme foi considerado perdido, mas em 2006, na Inglaterra, foi encontrado um fragmento com Lon Chaney e Louise Fazenda. O fragmento foi restaurado pela Lobster Films, em Paris, no Laboratório Haghefilm de Amsterdã.

## Elenco
- Max Asher - Jake Schultz
- Daisy Small - Sra. Schultz
- Lon Chaney - O cara
- Louise Fazenda - Servo